# 1364 Safara
1364 Safara (1935 VB) là một tiểu hành tinh vành đai chính được phát hiện ngày 18 tháng 11 năm 1935 bởi L. Boyer ở Algiers.